# História da Bretanha
Depois da conquista da Gália pelos Romanos, a Bretanha fazia parte da Armórica (aremoricae – que está frente ao mar). Cerca de 500 d.C., os Bretões da ilha da Bretanha (a Grã-Bretanha actual), atacados pelos anglo-saxões emigraram para aí, trazendo os seus costumes e língua. Esta região  da Armórica era chamada  de Bretanha muito antes de 440. Dião, o Africano chama aos habitantes de Armórica de britânicos. Pompônio Seto diz que foram os bretões da Gália que levaram o nome para a Bretanha. Muitos designam-na, também, de Pequena Bretanha, por oposição à ilha de onde vieram. No início da Idade Média, a Bretanha foi dividida em três reinos - o Dumnônia, a Cornualha, e o Bro Waroch - que foram incorporados ao Ducado da Bretanha.
O Ducado da Bretanha esteve independente do reino de França até 1532. Guardou os seus privilégios (legislação e impostos próprios) até a Revolução Francesa. 
A Bretanha histórica, que teve por capital Nantes, foi dividida em 1790 em cinco departamentos: 
- Côtes-du-Nord (hoje, Côtes-d'Armor);
- Finistère;
- Ille-et-Vilaine;
- Morbihan;
- Loire-Inférieure (Hoje, Loire-Atlantique).